# 178150 Taiyuinkwei
178150 Taiyuinkwei este o planetă minoră (asteroid) din centura de asteroizi. A fost descoperită pe 14 octombrie 2006 la Lulin Observatory⁠(d) de Ye Quanzhi⁠(d). 
Obiectul prezintă o orbită caracterizată de o semiaxă mare de 2,629892617425 UAi, o excentricitate de 0,09, o înclinație de 4,6 ° în raport cu ecliptica.